# Bătălia din Pelagonia
Bătălia din Pelagonia sau Bătălia de la Kastoria  a avut loc la începutul verii sau toamna anului 1259, între Imperiul de la Niceea și o alianță anti-niceană formată din Despotatul Epirului, Regatul Siciliei și Principatul Ahaia. A fost un eveniment decisiv în istoria Mediteranei de Est, care a asigurat eventuala recucerire a Constantinopolului, restaurarea Imperiului Bizantin sub Dinastia Paleolog și sfârșitul Imperiului Latin în 1261.
Puterea în creștere a Imperiului de la Niceea în sudul Balcanilor și ambițiile conducătorului său, Mihail al VIII-lea Paleologul, de a recupera Constantinopolul, au condus la formarea unei coaliții între grecii epiroți, sub conducerea lui Mihail al II-lea Comnen Dukas și conducătorii latini principali ai vremii, prințul Principatului Ahaia, William de Villehardouin și Manfred al Siciliei. Detaliile bătăliei, inclusiv data și locul exact, sunt contestate deoarece sursele primare oferă informații contradictorii; cercetătorii moderni o plasează de obicei fie în iulie, fie în septembrie, undeva în câmpia Pelagonia sau lângă Kastoria. Se pare că rivalitățile abia ascunse dintre grecii epiroți și aliații lor latini au ieșit în evidență înaintea bătăliei, eventual stârnite de agenții lui Mihail Paleologul. Ca rezultat, epiroții i-au abandonat pe latini în ajunul bătăliei, în timp ce fiul ilegitim al lui Mihail al II-lea, Ioan Ducas, a dezertat în tabăra niceenă. Latinii au fost apoi atacați de către niceeni și au fost împrăștiați, în timp ce mulți nobili, inclusiv William de Villehardouin, au fost luați prizonieri.
Bătălia a eliminat ultimul obstacol în calea recuceririi niceene a Constantinopolului în 1261 și a restabilirii Imperiului Bizantin sub conducerea dinastiei Paleolog. De asemenea, a dus la scurta cucerire a Epirului și Tesaliei de către forțele niceene, deși Mihail al II-lea și fiii săi (Nikeforos I Comnen Ducas al Epirului și Ioan I Ducas al Tesaliei) au reușit rapid să recupereze aceste pierderi, cu ajutorul lui Manfred. În 1262, William de Villehardouin a fost eliberat în schimbul a trei cetăți de pe vârful sud-estic al peninsulei Morea. Acest punct de sprijin va fi extins treptat și va deveni în secolul următor Despotatul Moreei, în timpul împăratului Ioan al VI-lea Cantacuzino.

## Context
După căderea Imperiului Bizantin în a patra cruciadă în 1204, cei doi principali pretendenți greci bizantini pentru moștenirea imperială a Bizanțului au fost Imperiul de la Niceea din vestul Asiei Mici și Despotatul Epirului din vestul Greciei. Acest lucru a generat o rivalitate persistentă între cele două state cu privire la cine va recupera mai întâi Constantinopolul. Niceea a avut un important avantaj după cucerirea Macedoniei de către împăratul niceean Ioan al III-lea Ducas Vatațis (domnie 1222–1254). În urma cuceririlor lui Vatațis, regiunea Pelagonia din vestul Macedoniei a devenit o zonă de graniță între Niceea și eprioți.
Când Vatațis a murit în 1254, conducătorul Epirului, Mihail al II-lea Comnen Dukas  (domnie 1230–1268 ), a provocat o răscoală împotriva Niceei în Albania și a invadat domeniile niceene, cucerind cetatea Prilep și luând prizonier guvernatorul local niceean și viitorul istoric, Georgios Akropolites. Însă avansul lui Mihail al II-lea asupra Tesalonicului a fost întrerupt atunci când Manfred al Siciliei (domnie 1258–1266 ) și-a debarcat propriile trupe în Albania și a cucerit cea mai mare parte a acesteia, precum și Corfu. La fel ca regii italo-normanzi ai Siciliei, Manfred a avut propriile ambiții în Balcani, inclusiv în Constantinopol; iar reședința forțată a sorei sale vitrege, Constance, văduva lui Vatațis, la curtea niceeană, a agravat sentimentele sale față de Niceea. Astfel, când Mihail al II-lea s-a oferit să-i predea Albania și Corfu ca zestre a fiicei sale mai mari Helena, Manfred a acceptat. Mihail al II-lea a format apoi o alianță mai largă anti-niceeană, după ce a dat-o de soție pe a doua fiică a sa, Anna, prințului latin de Ahaia, William de Villehardouin (domnie 1246–1278), care conducea, de asemenea, alte state latine din sudul Greciei: Ducatul Atenei și Triumviratul Negroponte. Mihail al II-lea a fost asigurat și de sprijinul regelui sârb Ștefan Uroș I (domnie 1243–1276), în timp ce fiul și succesorul lui Vatațis, Teodor al II-lea Lascaris (domnie 1254–1258), la rândul său, a solicitat sprijinul lui Constantin Tih al Bulgariei (domnie 1257–1277) care i-a dat-o pe propria sa fiică Irene în căsătorie. Cu toate acestea, înainte de a începe orice campanie împotriva Epirului, a murit și a fost urmat pe tron de foarte tânărul său fiu Ioan al IV-lea Lascaris (domnie 1258–1261). Foarte curând, puterea a fost preluată de ambițiosul aristocrat Mihail al VIII-lea Paleologul (domnie 1259–1282 ), mai întâi ca regent și apoi ca senior co-împărat.

## Expediție niceeană împotriva Epirului

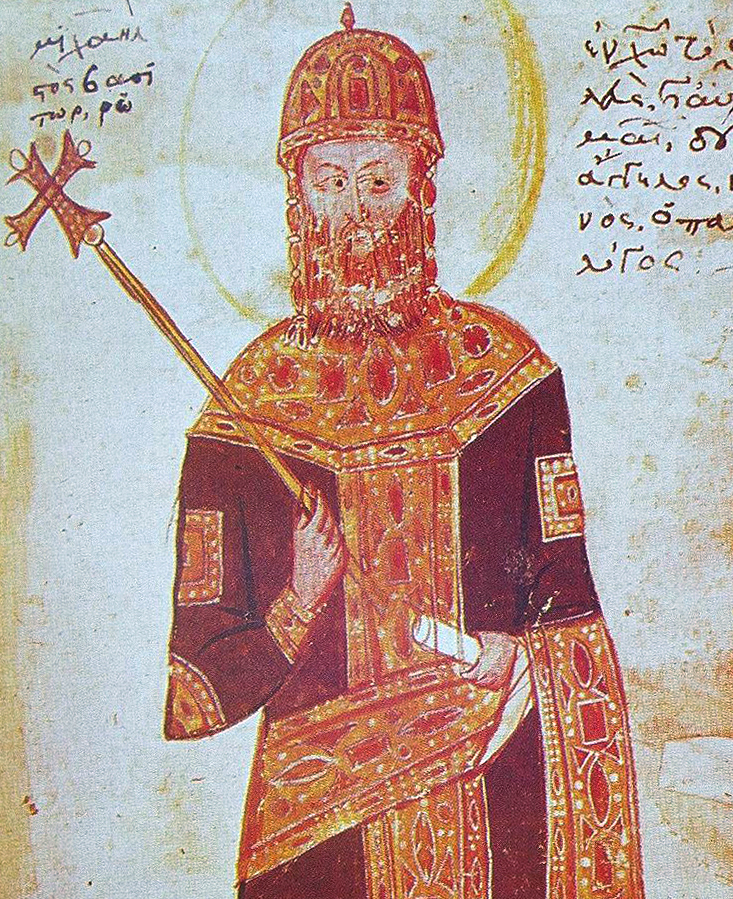
Portret în miniatură al lui Mihail al VIII-lea Paleologul cu regalia completă

Mihail Paleologul s-a trezit că are de înfruntat o puternică coaliție care, potrivit bizantinistului Donald Nicol, „părea în stare să amenințe nu numai Salonicul, dar chiar și Constantinopolul”. Mihail Paleologul nu a întârziat să ia măsuri. Deja în toamna anului 1258, armata sa a trecut în Europa, sub conducerea fratelui său sebastokratorul Ioan Paleologul însoțit de megas domestikosul Alexios Strategopoulos. Armata a iernat în Macedonia, unde i s-au alăturat recruți locali. În același timp, Mihail Paleologul a trimis soli separați fiecăruia dintre cei trei aliați principali, sperând să îi despartă prin diplomație. Aceste eforturi au eșuat, deoarece cei trei aliați au rămas uniți cu scopul de a câștiga mai mult dintr-o ofensivă de succes împotriva Niceei.
În primăvara anului 1259, niceenii au început ofensiva și au avansat rapid spre vest de-a lungul drumului roman Via Egnatia. Mihail al II-lea al Epirului, care avea tabăra la Kastoria, a fost surprins de iuțeala și rapiditatea înaintării lor și, când niceenii au traversat pasul Vodena pentru a-l înfrunta, a fost forțat să se retragă în grabă cu trupele sale peste Munții Pindului spre Avlona din apropiere, care era deținută de către aliatul său Manfred. Acolo au fost încheiate negocierile finale privind căsătoria dintre Manfred și Helena: nunta a avut loc la Trani la 2 iunie 1259. În retragerea lor, care a continuat chiar și noaptea, epiroții au pierdut mulți soldați în periculoasele trecători montane, în timp ce generalii niceeni au cucerit Ohrida, Deavolis și alte orașe.

## Forțele implicate
Conducătorul epiroților și-a pierdut o mare parte din teritoriu, dar în curând aliații săi latini i-au venit în ajutor. Manfred, preocupat de conflictele sale împotriva guelfilor din centrul Italiei, nu a venit personal - deși prezența sa a fost raportată greșit în surse aproape contemporane precum Nikephoros Gregoras și Matteo Spinelli - cu toate acestea a trimis 400 de cavaleri germani bine echipați și greu înarmați, care probabil au ajuns pe mare la Avlona ca să se alăture forțelor lui Mihail al II-lea. Pe de altă parte, William de Villehardouin a trecut în fruntea forțelor sale. Versiunile grecești și franceze ale Cronicii din Morea  (greacă: Το χρονικόν του Μορέως) menționează trupe din Ahaia, Ducatul Atenei, Negroponte și Ducatul Arhipelagului sub comanda lui William, ceea ce a implicat o contribuție feudală generală din partea statelor france din Grecia, care erau vasale ale Prințului din Ahaia. Mulți dintre cei mai distinși nobili din Grecia francă au participat, de asemenea, la expediție. William de Villehardouin a traversat Golful Corintului la Naupactus și a mărșăluit către capitala epirotă, Arta, înainte de a traversa Munții Pindului pentru a se uni cu forțele celorlalte state france la Thalassionon (posibil la Elassona din nordul Tesaliei). Mihail al Epirului a fost la rândul său însoțit de fiul său mai mare Nikeforos și ajutat în continuare de fiul său ilegitim Ioan Ducas, care a adus cu el mulți vlahi din regiunea Vlahia Mare din Tesalia. Cronica din Morea (versiunea aragoneză) dă un total de 8.000 de oameni puternic înarmați și 12.000 de oameni ușor înarmați în armata lui William, inclusiv douăzeci de duci, conți și baroni; și 8.000 de trupe puternic înarmate și 18.000 de trupe ușor înarmate în armata epirotă. Aceste numere sunt considerate ca fiind exagerate de către toți istoricii moderni.
De partea niceeană, pe lângă contingentele grecești native din Asia, Macedonia și Tracia, în armată se aflau și numeroși mercenari; potrivit Cronicii din Morea, 300 de cavaleri germani, „toți aleși pe sprânceană“, 1.500 arcași călare maghiari, 600 de călăreți sârbi, la fel „toți arcași foarte buni“, precum și cavalerie bulgară, dar și 1.500 de turci și 2.000 de cumani cavalerie. Cronica din Morea menționează că germanii erau conduși de „ducele de Karentana”, de obicei identificat cu ducatul Carintia. Ducele din aceea perioadă a fost  Ulrich al III-lea, dar acesta a condus mulți ani după 1259 și probabil că nu a participat la luptă, unde Cronica susține că a fost ucis de mâna lui Geoffrey de Briel, baronul de Karytaina. Editorul modern al versiunii grecești a cronicii, Petros P. Kalonaros⁠(el)[traduceți], a considerat că „ducele de Karantana” este un personaj fictiv care simbolizează un războinic curajos, iar numele a fost ales posibil sub influența unei corupții a numelui Karytaina. Este, de asemenea, probabil ca unele trupe latine să fi luptat pe partea niceeană, deși nu sunt menționate în mod explicit: erau un element proeminent al armatelor niceene anterioare, iar Mihail Paleologul s-a bazat pe sprijinul lor atunci când a uzurpat tronul. Dimensiunea totală a armatei niceene nu este prezentată nicăieri cu excepția unei referințe din Cronica greacă conform căreia aceasta cuprindea 27 de regimente (de alagia). Cu toate acestea, conform istoricului Deno John Geanakoplos, „declarațiile Cronicii din Morea sunt „adesea exagerate” și „din surse reiese o imagine clară că forțele aliate le-au depășit pe cele de la Niceea ca număr".

## Diferențe în surse
Principalele surse bizantine, George Akropolites, Nikephoros Gregoras și George Pachymeres, oferă relatări considerabil divergente despre evoluția exactă a evenimentelor înainte și în timpul bătăliei în timp ce sursele occidentale, în principal versiunile grecești și franceze ale Cronicii din Morea și istoria venețianului Marino Sanudo Torcello, la rândul lor diferă de sursele bizantine dar și între ele. Narațiunea Cronicii este în general considerată mai puțin fiabilă, fiind plină de erori și confuzii, dar oferă de multe ori detalii care nu apar în alte surse. Relatarea Cronicii nu se concentrează însă asupra prințului William de Villehardouin, ci asupra nepotului său Geoffrey de Briel, ale cărui fapte de luptă sunt prezentate mai pe larg și într-un stil care amintește de poemele epice contemporane despre Ahile sau Digenes Akritas, în timp ce William abia este menționat în treacăt. Geoffrey a fost singurul nepot de sex masculin al primului prinț de Villehardouin din Ahaia, Geoffrey I de Villehardouin și, prin urmare, un potențial moștenitor al Principatului Ahaia.
Akropolites subliniază folosirea strategiei de către niceeni, iar relatarea sa descrie „o serie de lupte de hărțuială mai degrabă decât o confruntare a două armate pe un câmp de luptă”, dând impresia că „înfrângerea aliaților în fața forțelor niceene a venit repede și fără glorie", deoarece Cronica se străduiește să descrie bătălia ca pe o luptă eroică, exagerând numărul trupelor niceene, evitând orice menționare a contingentului sicilian și subliniind rolul agenților niceeni în răspândirea neînțelegerilor printre aliați. Gregoras și Pachymeres, în timp ce urmăresc fidel relatarea anterioară a lui Akropolites, conțin și elemente care apar în Cronică, inclusiv rolul unui agent niceean, dar și laude pentru conduita curajoasă a nobililor ahei.
Ca urmare a diferențelor din surse, numeroase detalii ale bătăliei rămân neclare, de la data exactă (datele propuse variază din iunie până în noiembrie), locul (Pelagonia sau Kastoria) sau rolurile exacte pe care le-au jucat diferiți conducători în aceste evenimente. Cele două sugestii principale pentru data la care a avut loc lupta vin de la Donald Nicol (începutul verii, iulie) și de la Deno Geanakoplos (la începutul toamnei, în jurul lunii septembrie). Locul exact al bătăliei a fost contestat deoarece singurul toponim clar dat în surse este Lemnul lui Boril (Βορίλλα λόγγος, Vorilla longos), care a fost plasat în mod diferit de cercetătorii moderni aproape de Prilep, Kastoria sau Bitola (cunoscută pe atunci sub numele de Pelagonia). Folosind sursele și topografia pentru reconstituirea mișcărilor armatelor, cercetătorii moderni Freiderikos Rochontzis și Robert Mihajlovski au sugerat independent că locul de luptă a fost în câmpia dintre Florina și Kaimakchalan, la nord de Kastoria, în apropierea așezării moderne Vevi (Banitsa); un loc important din punct de vedere strategic în care au avut loc bătălia de la Lyncestis în 423 î.Hr. și bătălia de la Vevi împotriva naziștilor în 1941.

## Bătălia
Akropolites plasează primele ciocniri între cele două armate la Lemnul lui Boril.  Având în vedere dezavantajul lor numeric, niceenii nu au avut de ales decât să folosească diverse strategii pentru a-și depăși adversarii, vizând în primul rând coeziunea alianței inamice. La fel ca toți grecii, epiroții nu erau de încredere și i-au urât pe franci ca urmare a cruciadei a patra și a oprimării grecilor ortodocși de către clerul romano-catolic din statele francilor, în timp ce francii îi disprețuiau pe greci ca fiind lași, vicleni și schismatici.
Sebastokratorul Ioan a urmat o strategie deliberată de uzură pentru a-și slăbi adversarii și de a le afecta moralul, evitând în același timp o confruntare directă.  Akropolites atribuie acest lucru sfaturilor date de la început de Mihail Paleologul fratelui său.  Conform acestui plan, Ioan și-a distribuit oamenii, lăsând trupele puternic înarmate să ocupe poziții defensive puternice pe dealuri, în timp ce trupele sale mai ușoare de cumani, turci și greci au hărțuit armata aliată cu atacuri rapide și scurte, atacându-le caii atunci când se adăpau și jefuind convoaiele de aprovizionare. Confruntată cu această hărțuire constantă, Akropolites menționează că moralul armatei epirote a scăzut, iar Mihail al II-lea și trupele sale s-au retras spre Prilep, în timp ce Ioan Ducas a dezertat și s-a alăturat niceenilor.
Gregoras, totuși, relatează că fuga lui Mihail al II-lea a fost precipitată de Ioan Paleologul, care a trimis un dezertor fals în tabăra epiroților, care a susținut că francii au căzut la o înțelegere secretă cu sebastokratorul pentru a-i trăda pe epiroți în schimbul banilor. Convins de acest lucru, conducătorul epiroților a fugit imediat din tabără cu toți oamenii pe care i-a putut aduna, în timp ce restul armatei epirote s-a dispersat după ce acesta a fugit. Pachymeres oferă o versiune complet diferită, evidențiind discordia prezentă printre aliați chiar înainte de a se întâlni cu armata niceeană, discordie care ar fi fost provocată de câțiva cavaleri ahei care ar fi râvnit la frumoasa soție vlahă a lui Ioan Ducas. Problemele s-au agravat atunci când William de Villehardouin nu numai că nu și-a pedepsit oamenii, ci l-a insultat pe Ioan Ducas pentru nașterea sa nelegitimă, ceea ce l-a înfuriat foarte tare pe acesta din urmă. Ioan Ducas a luat apoi legătura cu Ioan Paleologul și, după ce i s-au făcut promisiuni că tatăl și fratele său vitreg nu vor avea de suferit, i-a convins pe aceștia să se retragă în timpul nopții. Relatarea lui Pachymeres în care William îl insultă pe Ioan Bastardul este confirmată și de Marino Sanudo.
Oricare ar fi fost adevăratul curs al evenimentelor, în dimineața următoare, când fuga epiroților a fost descoperită de aliații lor latini, și ei au încercat să se retragă, dar era prea târziu. Niceenii i-au atacat fulgerător și, în plus, potrivit lui Pachymeres, Ioan Ducas și vlahii săi l-au atacat din spate. Mulți latini au fost uciși, în timp ce majoritatea supraviețuitorilor au fost luați prizonieri. Gregoras relatează că cei 400 de cavaleri germani s-au predat în fața a doar patru niceeni (posibil comandanți de rang înalt), în timp ce forțele lui William de Villehardouin s-au împrăștiat. Însuși prințul a fost găsit ascuns într-o grămadă de fân (după Akropolites) sau într-un arbust (după Pachymeres) lângă Kastoria, iar aproximativ treizeci dintre cei mai mari nobili ai săi au fost, de asemenea, luați prizonieri.
Cronica din Morea oferă o variantă a acestor fapte, dar face o confuzie în privința personajelor principale, susținând că „Teodor Ducas” (o eroare pentru Ioan Ducas) a fost comandantul forțelor niceene și l-a pus pe Nikeforos în fruntea armatei epirote. Potrivit Cronicii, comandantul niceean a încercat să-și sperie adversarii aprinzând multe focuri de tabără și folosind vite pentru a simula trupele în marș și a trimis un agent în tabăra aliată pentru a-l convinge pe despot de dimensiunea extrem de superioară a forței niceene. Stratagema a funcționat deoarece trupele epirote au fugit în timpul nopții, în timp ce niceenii, încurajați de acest lucru, au mărșăluit pentru a-i confrunta pe ahei. Aheii, cu Geoffrey de Briel în frunte, au reușit să-i învingă pe cavalerii germani care au format prima linie a niceenilor; dar sebastokratorul a ordonat arcașilor săi unguri și cumani să tragă fără discriminare în caii francilor și ai germanilor, lăsându-i pe cavaleri pe jos și forțându-i să se predea. 
Conform lui Geanakoplos, deși diferă în detalii, diferitele surse pot fi reconciliate pentru a forma o imagine mai completă a bătăliei. Cu siguranță, punctul crucial care a schimbat soarta bătăliei, fuga lui Mihail al II-lea în ajunul bătăliei, este ușor de explicat chiar și fără o stratagemă niceeană: conducătorul epirot a fost neliniștit de prezența unei armate france atât de puternice și s-a temut că, în cazul unei victorii a aliaților, ar fi fost probabil să-și piardă propriul teritoriu în fața latinilor, temeri care ar fi fost confirmate prin conflictele dintre fiul său Ioan Ducas și William de Villehardouin în zilele de dinaintea bătăliei. Dimpotrivă, dacă niceenii ar fi câștigat, nu numai teritoriul lui, ci și propria viață ar fi fost în pericol, lucru care l-a determinat să dezerteze.

## Urmări

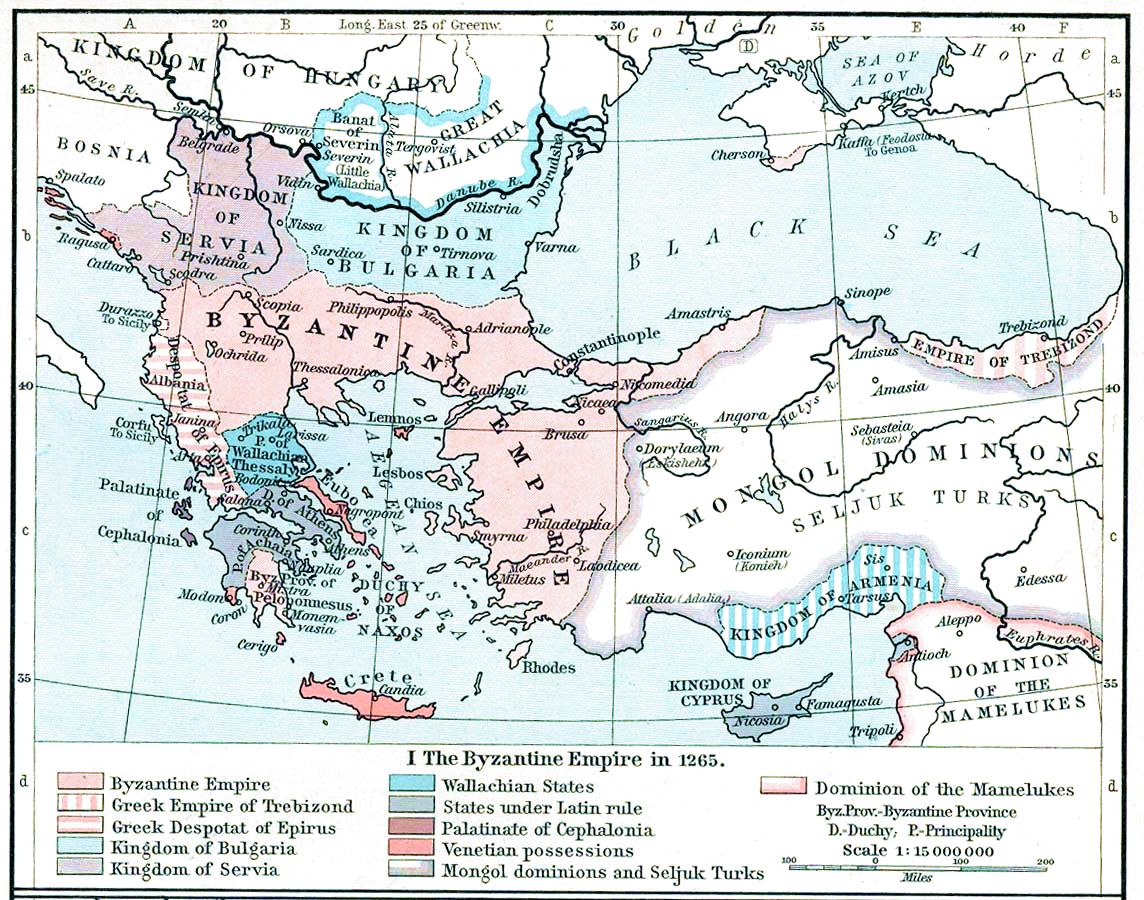
Harta Imperiului Bizantin restaurat de către Mihail al VIII-lea Paleologul și al statelor înconjurătoare în 1265

Bătălia a fost un eveniment decisiv pentru istoria ulterioară a Balcanilor. Odată cu prăbușirea ligii epiroto-latine, Mihail Paleologul a fost liber să urmărească recucerirea Constantinopolului și renașterea Imperiului Bizantin: Imperiul Latin  a rămas în imposibilitatea de a mai primi orice fel de ajutor, iar prinderea lui Villehardouin l-a lăsat, cu cuvintele lui Donald Nicol, fără „singurul său apărător capabil”. Deja în 1260, Mihail Paleologul a atacat Constantinopolul, deoarece unul dintre cavalerii luați prizonieri în Pelagonia și a cărui casă se afla în zidurile orașului, a promis să deschidă o poartă pentru trupele împăratului. Nu a reușit să facă acest lucru și Paleologul a lansat un atac fără succes asupra Galatei. Constantinopolul a fost recucerit în cele din urmă, aproape întâmplător, de Alexios Strategopoulos la 25 iulie 1261, ceea ce a dus la restabilirea Imperiului Bizantin sub conducerea dinastiei Paleologilor.
Victoria Imperiului de la Niceea în bătălia de la Pelagonia a dus și la o expansiune teritorială imediată, dar de scurtă durată, în Grecia: Ioan Paleologul a invadat Tesalia și Ducatul Atenei până la Teba, în timp ce Alexios Strategopoulos și Ioan Raul Petralifas au fost însărcinați cu atacul asupra Epirului propriu-zis. Strategopoulos și Petralifas au traversat Munții Pindului, au ocolit cetatea Ioannina, pe care au lăsat-o sub asediu și au cucerit capitala epirotă, Arta, forțându-l pe Mihail al II-lea să fugă pe insula Cefalonia. La Arta au găsit și au eliberat mai mulți prizonieri niceeni, inclusiv pe Akropolites. În anul următor, totuși, succesele niceene au fost în mare parte anulate: Ioan Ducas a dezertat și s-a dus înapoi la tatăl său, iar Mihail al II-lea cu o armată de mercenari italieni a ajuns la Arta, iar populația epirotă a trecut de partea sa. Epiroții i-au alungat pe niceeni, iar Strategopoulos însuși a fost prins și luat prizonier pentru scurt timp.
Bătălia a fost o lovitură deosebit de grea pentru Principatul Ahaia. A fost prima înfrângere grea pe care a suferit-o în existența sa și, dintr-o lovitură, și-a pierdut majoritatea soldaților și o mare parte a nobililor. Alături de prinț, au fost prinse și rudele sale apropiate, Anselin de Toucy și Geoffrey de Briel. Ca rezultat, întreaga peninsulă Moreea a ajuns ținta ambițiilor lui Mihail Paleologul. Împăratul s-a oferit să-i elibereze pe Villehardouin și pe nobilii săi și să le ofere locuri confortabile sub supravegherea sa, dacă îi vor preda lui Principatul. Prima dată Villehardouin a refuzat această ofertă, dar după căderea Constantinopolului a acceptat în cele din urmă să predea o serie de cetăți și să depună jurământ de loialitate lui Mihail Paleologul în schimbul libertății sale. Acest lucru a fost ratificat de așa-numitul „Parlament al Doamnelor” (deoarece majoritatea bărbaților nobili din Ahaia erau prizonieri), iar la începutul anului 1262 Villehardouin a fost eliberat, iar cetățile fortificate Monemvasia și Mistras, precum și districtul Mani, au fost predate bizantinilor. De acolo, bizantinii au lansat în continuare încercări repetate de cucerire a principatului și, deși acestea au eșuat la început, au fost extrem de costisitoare pentru ahei, iar punctul de sprijin câștigat de către bizantini în regiune a format nucleul viitorului Despotat de Moreea unde cultura bizantină s-a bucurat de ultima sa înflorire înainte de cucerirea otomană a bizantinilor.
Înfrângerea de la Pelagonia a pus capăt, de asemenea, supremației Principatului Ahaia în treburile interne ale Greciei france, iar ofensiva niceeană / bizantină care a urmat i-a restrâns independența politică. Nemaiputând să se confrunte cu bizantinii restaurați, prințul William a cerut ajutor succesorilor lui Manfred al Siciliei, casei de Anjou de la Napoli,, așa cum au procedat în fața unui dușman comun conducătorii greci din Epir și Tesalia. Rezultatul a fost Tratatul de la Viterbo din anul 1267, după care, potrivit cuvintelor istoricului Peter Lock, „statele france din Marea Egee[...] au devenit domnii ale regatului angevin al Neapolelui și nu domnii în sine. Ele au devenit subordonate politicii de putere în Mediterana dintr-o perspectivă napolitană".